# Andreas Pfeiler
Andreas Pfeiler (* 12. Juli 1961 in Wien) ist ein österreichischer Unternehmer.

## Leben
Pfeiler machte die Matura am Oberstufengymnasium in Linz und belegte dann ein Studium der Rechtswissenschaften und Volkswirtschaft in Linz. Nach seiner Promotion zum Dr. Juris hatte er von 1986 bis 1988 ein Gerichtsjahr in einer Rechtsanwaltskanzlei. Zwischen 1988 und 1990 war er Vorstandsassistent CL Pharma AG. In der Zeit von 1990 bis 1993 war Pfeiler Bereichsleiter Finanzen, Personal, Recht und Technik Hafslund Nycomed Pharma AG.
1993 wurde er Vorstandsdirektor Hafslund Nycomed Pharma AG. Ab 1996 wirkte er als Geschäftsführer Nycome Heilmittelwerke GmbH, Geschäftsführer Nycomed Austria GmbH und anderer Gesellschafter der Nycomed Gruppe in Österreich, Senior Vice President Marketing and Sales Central & Southern Europe (Nycomed Group). Pfeiler ist seit 2007 Geschäftsführender Gesellschafter Pfeiler Consulting und Beteiligungs-GmbH, einem Beratungsunternehmen und einer Firmenholding.
Zwischen 2003 und 2007 war er Mitglied des Vorstandes der Industriellenvereinigung Oberösterreich, des Arbeitskreises „Arzneimittel“ der Wirtschaftskammer und des Fachausschusses „Chemie“ der Wirtschaftskammer Österreich. Außerdem war er von 2005 bis 2007 Vorsitzender der Fachvertretung Chemische Industrie der Wirtschaftskammer Oberösterreich.
| Personendaten    | Personendaten                |
| ---------------- | ---------------------------- |
| NAME             | Pfeiler, Andreas             |
| KURZBESCHREIBUNG | österreichischer Unternehmer |
| GEBURTSDATUM     | 12. Juli 1961                |
| GEBURTSORT       | Wien                         |